# Siutghiol
Siutghiol – jezioro limanowe w południowo-wschodniej Rumunii, na obszarze Dobrudży, w okręgu Konstanca, na wybrzeżu Morza Czarnego, na północ od miasta Konstanca. Od strony wschodniej jezioro jest oddzielone od morza Czarnego wąskim pasem lądu, na którym znajduje się miejscowość wypoczynkowa Mamaja. We zachodniej części jeziora znajduje się niewielka wyspa Ovidiu, położona około 200 metrów od brzegu jeziora.

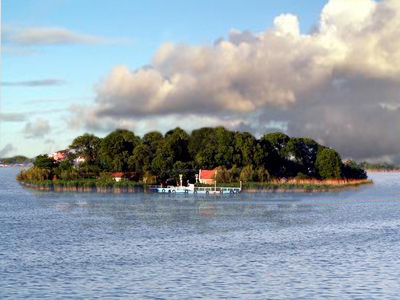
Wyspa Ovidiu